# Vương Cung (Đông Hán)
Vương Cung (chữ Hán: 王龚, ? – ?) tự Bá Tông, người Cao Bình, Sơn Dương , quan viên, tam công nhà Đông Hán.

## ThờiHán An đế
Cung được sanh ra trong một gia đình nhiều đời là hào tộc, ban đầu được cử Hiếu liêm, dần được thăng làm Thanh Châu thứ sử. Sau đó Cung hặc tấu vài quan viên nhận bổng lộc 2000 thạch về tội tham ô, được Hán An đế khen ngợi, trưng bái làm thượng thư.
Năm Kiến Quang đầu tiên (121), Cung được cất nhắc làm Tư lệ hiệu úy, năm sau được thăng làm Nhữ Nam thái thú. Cung trị lý ôn hòa, mến tài yêu sĩ, tiến cử người ở quận là Hoàng Hiến, Trần Phồn. Hiến từ chối, còn Phồn nhận lời. Phồn tính khí cao ngạo, khi mới đến, không được gặp Cung ngay lập tức, bèn gởi lại vài chữ cho biết có bệnh rồi bỏ đi. Cung giận, muốn gạch tên Phồn khỏi danh sách được trừ chức; công tào Viên Lãng khuyên rằng Cung đã mời Phồn đến theo lễ, thì đuổi đi cũng phải theo lễ (ý nói Cung vô lễ với Phồn trước), ông đổi sắc mặt mà nhận lỗi. Cung mời Phồn trở lại, hậu đãi ông ta. Do vậy kẻ sĩ sau khi được Cung tiến cử, chẳng ai không thành tâm nương nhờ ông.

## ThờiHán Thuận đế
Năm Vĩnh Kiến đầu tiên (126), Cung được trưng làm Thái bộc, chuyển làm Thái thường. Năm thứ 4 (129), Cung được thăng làm Tư không, gặp động đất nên chịu sách miễn.
Năm Vĩnh Hòa đầu tiên (136), Cung được bái làm Thái úy. Cung ở chức thận trọng, tự thấy không phải là việc công, thì không liên hệ thư từ với địa phương; những người được ông mời gọi, đều là bậc trưởng giả trong nước. Cung rất ghét hoạn quan chuyên quyền, lập chí sửa sang quốc chánh, bèn dâng thư trình bày hiện trạng ấy, đề nghị trục xuất bọn chúng khỏi triều đình. Các hoàng môn sợ hãi, sai tân khách vu cáo Cung, vì thế Hán Thuận đế mệnh cho ông nhanh chóng tự bào chữa. Duyện cũ của Cung là Lý Cố đang làm Tòng sự trung lang của ngoại thích, Đại tướng quân Lương Thương, khuyên Thương giúp ông để nâng cao uy tín của chính mình. Lương Thương lập tức nói chuyện với Thuận đế, bãi bỏ vụ án của Cung.
Cung ở ngôi tam công được 5 năm, lấy cớ già bệnh xin Khất hài cốt, sau đó mất ở nhà, không rõ khi nào.

## Hậu nhân
Con trai của Cung là Vương Sướng, từng làm thầy của Lưu Biểu, cố sự được chép phụ vào truyện của cha. Con trai của Sướng là Vương Khiêm, được làm trưởng sử của Đại tướng quân Hà Tiến. Con trai của Khiêm là Vương Sán, đứng đầu Kiến An thất tử, có truyện riêng ở Tam Quốc chí.